# Zhou Lei
Zhou Lei (chinesisch 周雷, * 25. Januar 1970) ist eine ehemalige Badmintonspielerin aus der Volksrepublik China.

## Karriere
Zhou Lei gewann 1993 bei den Weltmeisterschaften im Damendoppel mit Nong Qunhua. 1991 war sie noch mit Sun Xiaoqing im Halbfinale gescheitert. Siegreich waren beide bei den French Open 1989. Mit Nong Qunhua gewann sie 1992 die Thailand Open und die Hong Kong Open.

## Sportliche Erfolge
| Saison | Veranstaltung     | Disziplin   | Platz | Name                    |
| ------ | ----------------- | ----------- | ----- | ----------------------- |
| 1987   | Thailand Open     | Damendoppel | 2     | Luo Yun / Zhou Lei      |
| 1989   | French Open       | Damendoppel | 1     | Sun Xiaoqing / Zhou Lei |
| 1989   | All England       | Damendoppel | 2     | Sun Xiaoqing / Zhou Lei |
| 1989   | Weltmeisterschaft | Damendoppel | 3     | Sun Xiaoqing / Zhou Lei |
| 1990   | Swedish Open      | Damendoppel | 1     | Huang Hua / Zhou Lei    |
| 1990   | All England       | Dameneinzel | 3     | Zhou Lei                |
| 1992   | Hong Kong Open    | Damendoppel | 1     | Nong Qunhua / Zhou Lei  |
| 1992   | Thailand Open     | Damendoppel | 1     | Nong Qunhua / Zhou Lei  |
| 1993   | Weltmeisterschaft | Damendoppel | 1     | Nong Qunhua / Zhou Lei  |